# Paramount, California
Paramount, California là một thành phố thuộc quận quận trong tiểu bang California, Hoa Kỳ. Thành phố có tổng diện tích km², trong đó diện tích đất là km². Theo điều tra dân số Hoa Kỳ năm 2010, thành phố có dân số 56.369 người. Thành phố Paramount, California là một phần của Đại Los Angeles.